# Toyota Land Cruiser
Il Toyota Land Cruiser è una famiglia di fuoristrada prodotta dall'azienda giapponese Toyota Motor Corporation fin dal 1951, che ne fanno il modello più longevo in produzione della casa delle tre ellissi.
Ne sono state prodotte varie serie con diverse carrozzerie e allestimenti:
- Modelli BJ e FJ (1951-1955)
- Serie 20 (1955–1960)
- Serie 40 (1960–1984)
- Serie J50 (1967–1980)
- Serie J60 (1980–1990)
- Serie J70 (dal 1984)
- Serie J80 (1989–1997)
- Serie J90 (1996-2002)
- Serie J100 (1998-2007)
- Serie J120 (2002-2007)
- Serie J150 (dal 2009)
- Serie J200 (2007-2021)
- Serie J300 (dal 2021)

## Serie 90- 95 KZJ /KDJ

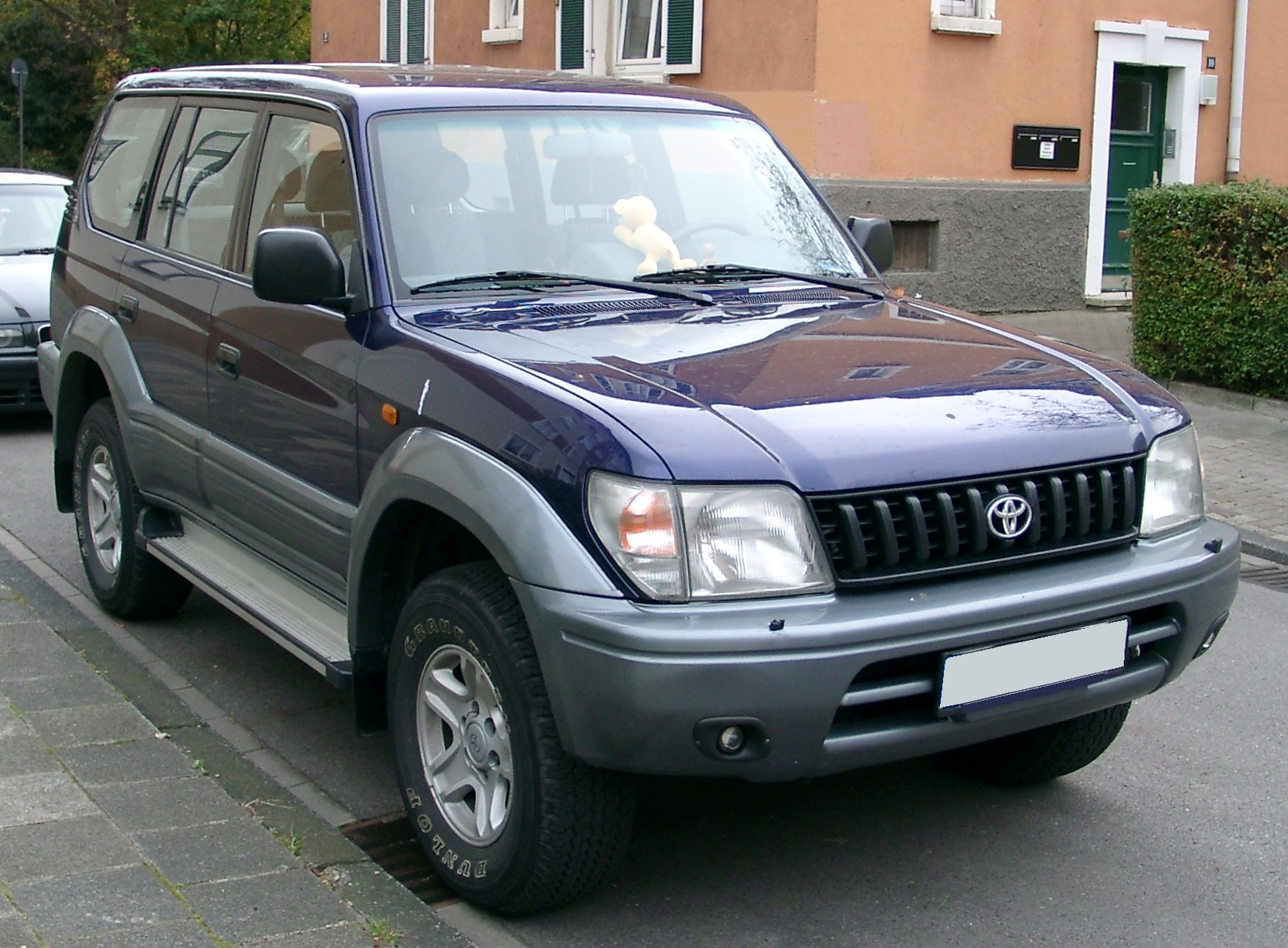
Toyota Land Cruiser KZJ 95.

In Europa furono commercializzati in due versioni:
- Land Cruiser 3 porte
- Land Cruiser 5 porte.

Inizialmente furono denominate con la sigla KZJ le quali si suddividevano in 90 per la versione a 3 porte e 95 per la versione a 5 porte con 3 differenziali (anteriore, centrale e posteriore) di cui il posteriore bloccabile al 100% nelle versioni GX o a slittamento limitato (Limited Slip Diff) nelle versioni STD. Il differenziale centrale era bloccabile in entrambe le versioni per uso off-road o su fondi scivolosi, e il riduttore era inseribile solo con differenziale centrale bloccato.
Di serie erano le prime Land Cruiser molto accessoriate (strumentazione di bordo come l'inclinometro e altimetro digitale, piastre sottoscocca e predisposizioni varie per gli allestimenti da viaggio gravosi). Per le motorizzazioni si optava per l'unica scelta ovvero il 3.0 a gasolio da 125 CV.
Successivamente, con un impercettibile restyling estetico e una molto più approfondita rivisitazione riguardante il propulsore, il Toyota Land Cruiser venne riproposto con la denominazione KDJ mantenendo la classe 90 per il 3 porte e 95 per il 5 porte. La serie KDJ venne proposta con il propulsore D4D Toyota mantenendo la cilindrata a 3.0 ma guadagnando 40 CV in più rispetto alla versione KZJ, grazie all'ausilio dell'iniezione diretta.
A distanza di lungo tempo tuttora viene identificata la serie KZ e KD come una delle Land Cruiser dell'"era moderna" per eccellenza nei territori sabbiosi africani.
Negli USA il Land Cruiser è un modello diverso denominato Prado e Colorado, mentre la versione KZJ e KDJ (quello europeo) non è importato.

## Land Cruiser serie 100 (1998-2007)

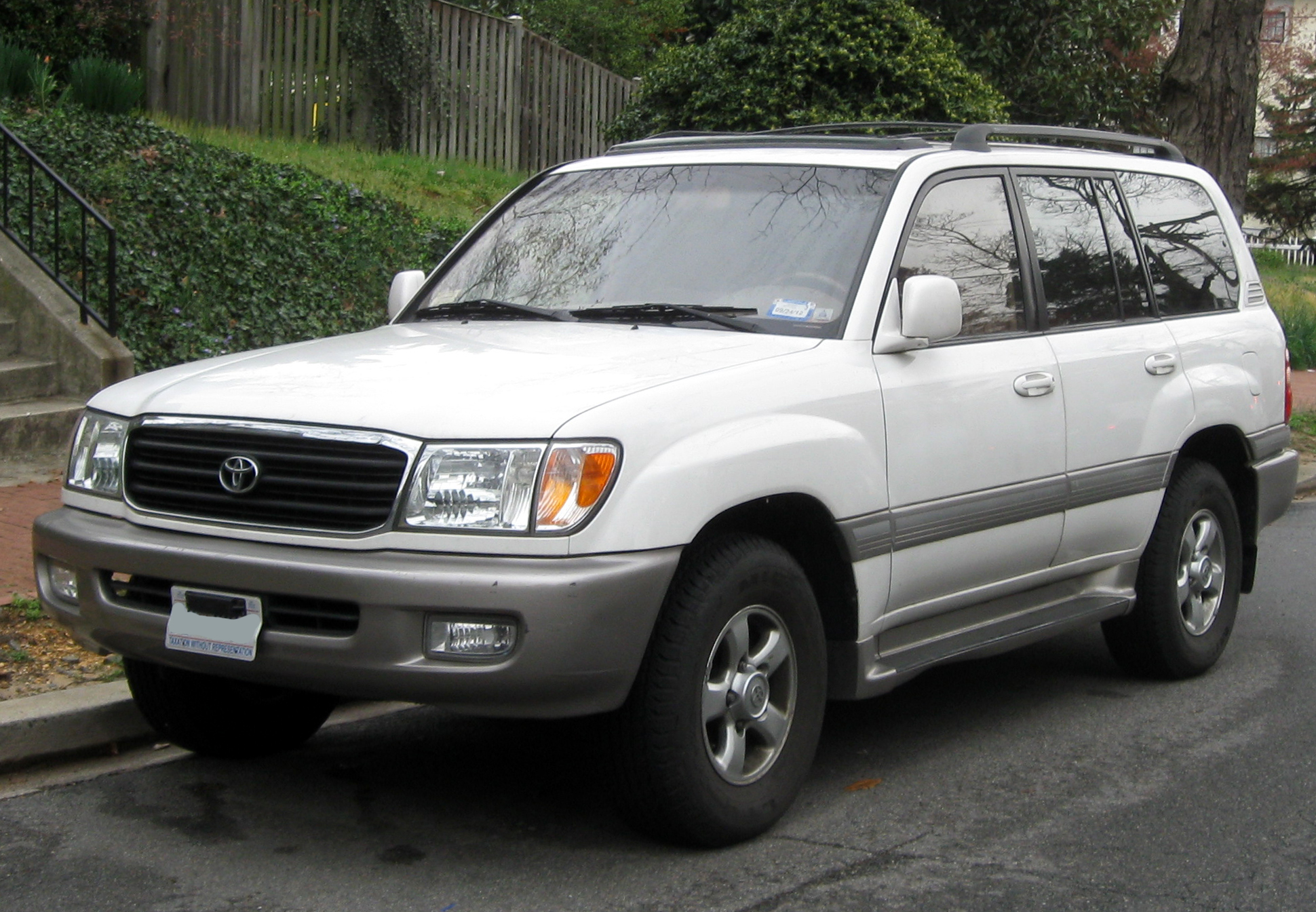
Il Land Cruiser serie 100

Nel gennaio 1998, il Land Cruiser serie 100 fu introdotto per sostituire la serie 80 dopo 8 anni di carriera. La serie 100 è stata presentata in anteprima nell'ottobre 1997 come "Toyota Grand Cruiser" al 32º Tokyo Motor Show.  Lo sviluppo partì nel 1991 con il nome in codice 404T e con il disegno finale approvato nella metà del 1994.
La serie 100 si componeva di due versioni: la 100 e la 105 esteticamente simili ma con differenze meccaniche. 
La 105 ereditava la maggior parte del telaio e della meccanica della serie 80 con assali rigidi anteriori e posteriori e motori benzina e diesel a 6 cilindri in linea. Questi modelli sono stati venduti solo nei mercati africano, australiano, russo e sudamericano ed erano maggiormente dedicati al fuoristrada. 
Nel 1998, fu introdotto il sistema di controllo automatico delle sospensioni che combinava l'Active Height Control (AHC) e Skyhook TEMS Toyota Electronic Modulated Suspension sulla Land Cruiser 100. 
Nel 2002, Toyota presentò il Night View, il primo sistema al mondo di visione notturna automobilistico attivo, era disponibile sulla Toyota Land Cruiser Cygnus (venduta solo in Giappone) e sulla gemella Lexus LX470. Questo sistema utilizza i proiettori dei fari che emettono luce a infrarossi puntati come i fari abbaglianti dell'auto e una telecamera CCD quindi cattura la radiazione riflessa, questo segnale viene quindi elaborato da un computer che produce un'immagine in bianco e nero che viene proiettata nella sezione inferiore del parabrezza. Fu anche il primo veicolo Toyota con sensore anti ribaltamento. 
Il modello 100 era dotato di un telaio leggermente più moderno e la vettura era più confortevole rispetto alla 105; era equipaggiata con sospensioni anteriori indipendenti e un nuovo sterzo a pignone e cremagliera per migliorare la guida su strada. Tuttavia queste modifiche hanno anche limitato le capacità e l’affidabilità del fuoristrada del veicolo e per questo motivo quindi in alcuni mercati è stata presa la decisione di offrire i modelli 105 ad assali rigidi. In Europa veniva importata solo la 100.
Esteticamente le differenze tra la 100 e la 105 si concentravano nell’altezza da terra minore nel 100, inoltre i mozzi delle ruote a vista e sporgenti sulla 105 mentre la 100 aveva normali cerchi in lega dal disegno piatto. Le carreggiate erano maggiori sulla 100 a causa delle sospensioni a ruote indipendenti. 
La gamma motori vide l'introduzione di un propulsore 4,7 litri V8 benzina destinato a migliorare le vendite soprattutto nel mercato nordamericano. In Australia, il 100 V8 era inizialmente disponibile solo nel modello GXV top di gamma, mentre i modelli entry e mid-range erano i 105 alimentati dai motori benzina 4.5 1FZ-FE sei cilindri in linea o diesel 4.2 1HZ aspirato sei cilindri in linea. Il nuovo 4.2 turbo-diesel 1HD-FTE sulla 100 è stato aggiunto alla gamma australiana nell'ottobre 2000 dopo essere stato disponibile in Europa e nel Regno Unito dal lancio del veicolo nel 1998. 
Dalla versione 100 la Toyota ricavò una versione extralusso ribattezzata Lexus LX 470 per il mercato americano, venduta anche in Giappone come Toyota Land Cruiser Cygnus.
Nel 2000, Toyota ha celebrato il cinquantesimo anniversario del Land Cruiser con modelli commemorativi offerti in diversi paesi.  La produzione globale totale fino al 2000 è stata di 3,72 milioni di veicoli.
La serie 100 è rimasta in produzione fino alla fine del 2007, con diversi lifting minori che ne hanno modificato fari, fanali posteriori, griglia anteriore, spoiler posteriore e parte degli interni.

## Land Cruiser serie 120-125 KDJ (dal 2002)

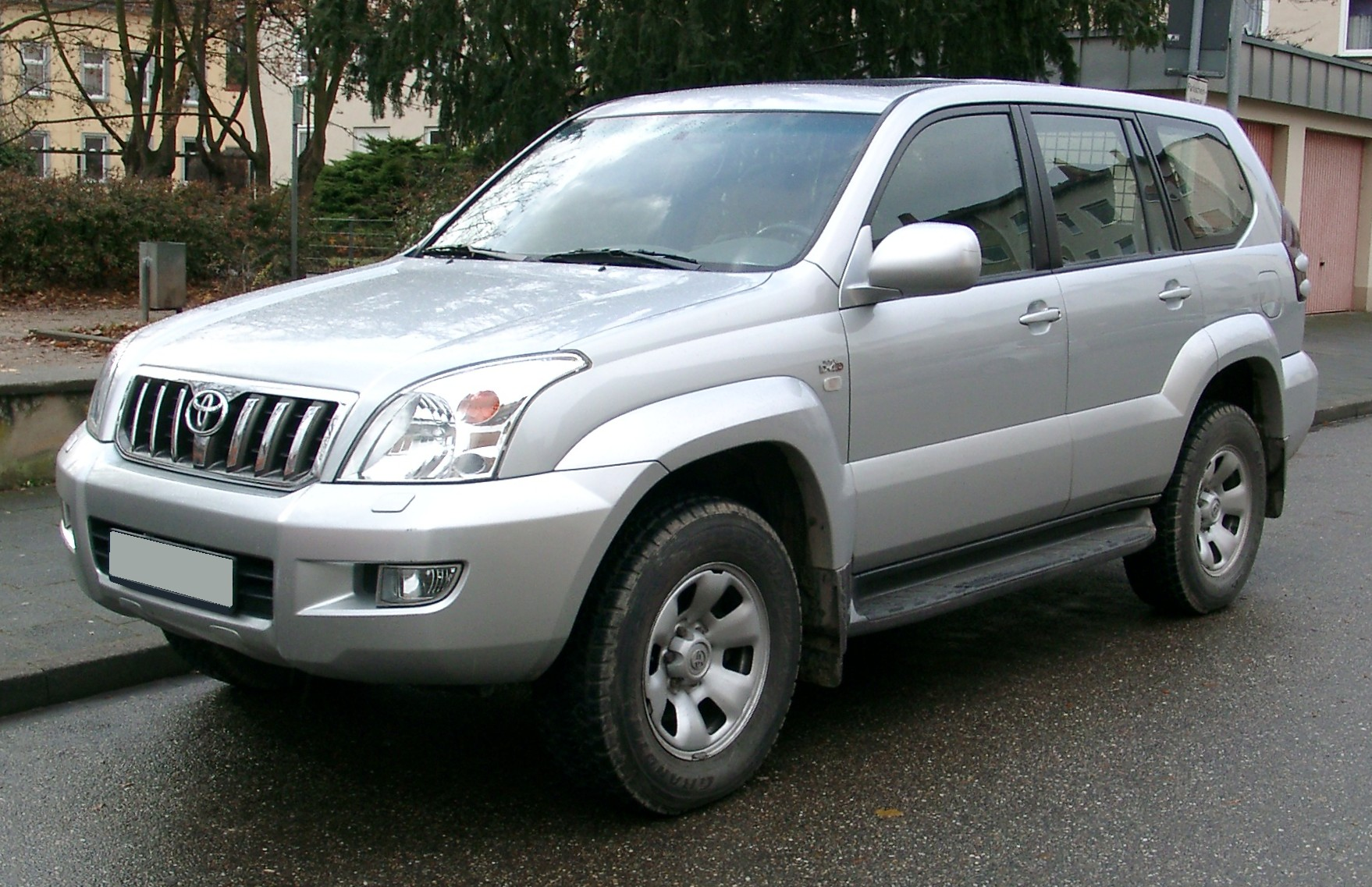
Toyota Land Cruiser KDJ120.

La denominazione KDJ venne mantenuta anche per la serie successiva dal 2002, la 120 (versione a cinque porte) e per la 125 (versione a tre porte). Nella serie 120 vennero aumentati il comfort, gli accessori di bordo. La plancia ha una consolle spazzolata che incorpora le bocchette di ventilazione, la zona dei comandi secondari, climatizzazione, stereo e, quando disponibile, il maxi touch screen del navigatore.
Per quanto riguarda le novità nel comparto della gestione della trazione troviamo il VSC (controllo stabilità), ABS con ripartitore di frenata EBD e BA per la massima potenza nelle frenate di emergenza, A-TRC (controllo di trazione) e due novità, almeno per Toyota: DAC, il sistema che mantiene la velocità massima in discesa fuoristrada (5/7 km/h in avanti, 3/5 km/h in retromarcia) pinzando i freni automaticamente (simile a quello inventato da Land-Rover), e HAC, la versione elettronica del sistema montato anche da Subaru per le partenze in salita.
Per le motorizzazioni i modelli disponibili sono due con il 3.0 D4D Toyota da 163 CV e 343 N·m di coppia massima e un 4.0 V6 a benzina da 249 CV.

## Land Cruiser serie 150-155 KDJ (dal 2009)

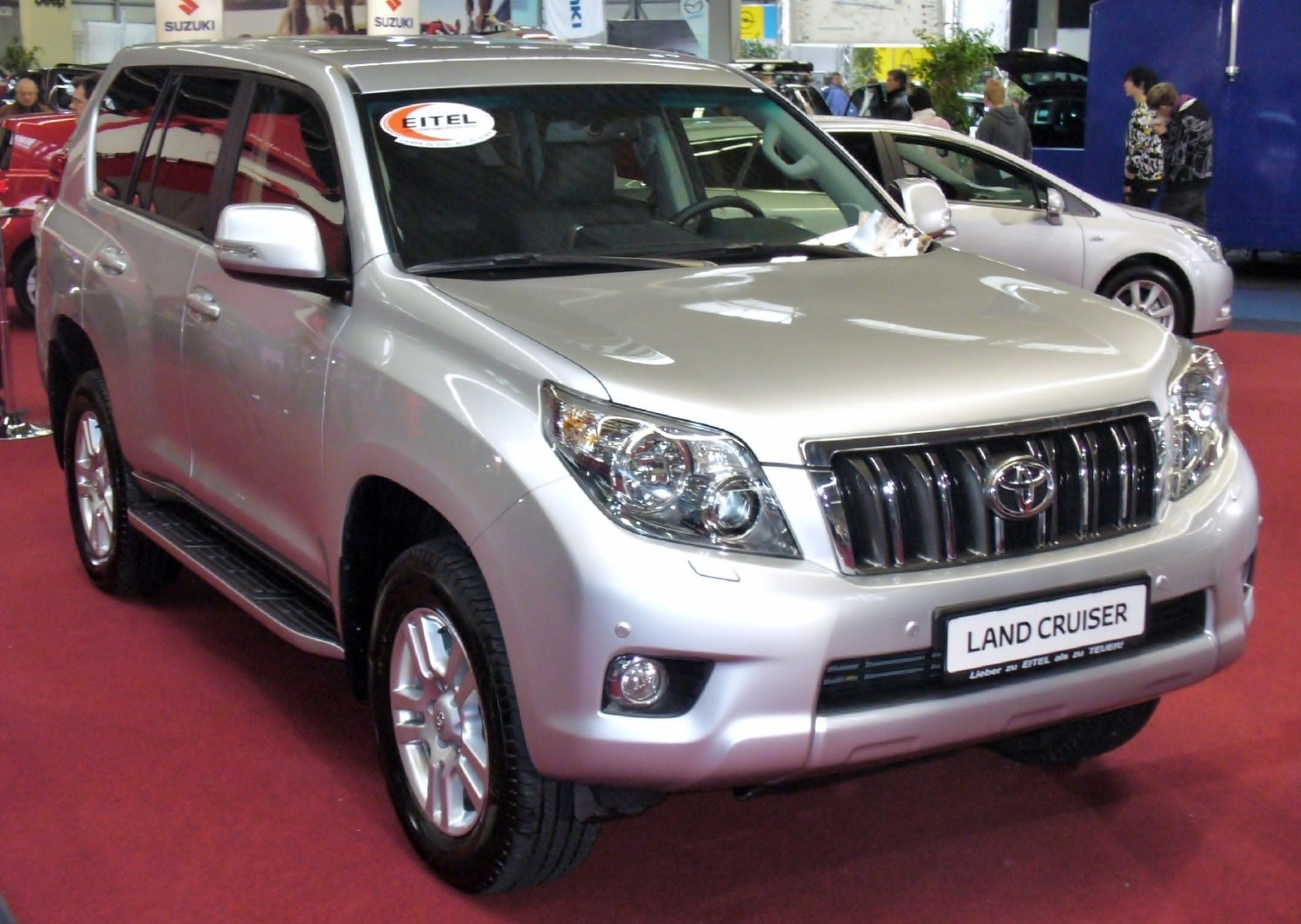
Toyota Land Cruiser KDJ 155.

Tra il fine del 2009 e l'inizio del 2010 viene presentata la nuova serie 150 del Land Cruiser (155 per la versione 5 porte) stavolta completamente rinnovata a partire dal telaio che ha subito numerose innovazioni rispetto alla precedente generazione; le modifiche hanno riguardato lo schema delle sospensioni con le posteriori configurate secondo lo schema Multilink con quattro bracci e barra antirollio, avantreno a doppio braccio oscillante e barra antirollio e introduzione del sistema Kinetic Dynamic Suspension System che governa la dinamica dell'autoveicolo. I freni anteriori e posteriori sono a disco auto ventilati, la trazione come per tutti i Land Cruiser è integrale permanente con differenziale centrale Torsen a slittamento limitato bloccabile al 100% e sistema Multi Terrain Select più sistema antiarretramento HAC e Crawl Control per limitare la velocità in discesa. Di serie inoltre i sistemi ABS, EBD, controllo di stabilità VSC e trazione A-TRC.
La carrozzeria viene proposta in due versioni a tre e cinque porte: la tre porte è lunga 4,315 metri senza ruota di scorta mentre con la ruota esterna raggiunge i 4,485 metri, la versione cinque porte a passo lungo possiede una lunghezza complessiva pari a 4,760 metri e la ruota di scorta non viene più montata sul portellone ma sotto il pianale per rendere il design più elegante. Il passo della versione tre porte misura 2,450 metri mentre la cinque porte possiede un passo di 2,790 metri. Stilisticamente l'auto riprende alcuni elementi dalla precedente generazioni ma ampiamente rivisti, la calandra è più spigolosa ma sempre cromata, gruppi ottici disponibili anche allo Xeno e passaruota bombati inoltre le cromature esterne sono disponibili sulle versioni di punta. L'angolo di attacco è di 32°, l'angolo di uscita è di 26°, l'angolo di dosso è di 25° per la 3 porte e di 22° per la versione 5 porte, la pendenza massime superabile dichiarata è di 42° infine l'angolo di ribaltamento laterale è di 42°. La profondità di guado è di 700 mm.
L'abitacolo riprogettato utilizzando materiali di qualità elevata rispetto alla vecchia serie utilizza anche rifiniture in alluminio oppure radica, con navigatore satellitare opzionale e sistema interattivo multimediale. La casa infatti ha dedicato maggiore cura per i rivestimenti al fine di incrementare notevolmente le qualità del fuoristrada giapponese. Di serie la strumentazione Optitron che regola la luminosità. 5 i posti nella versione 3 porte mentre sono 7 i posti della versione 5 porte.
Il motore europeo è il 3.0 D-4D turbo diesel common rail a quattro cilindri con intercooler, distribuzione a sedici valvole con cinghia dentata, iniezione diretta e con omologazione Euro 4. La potenza massima è di 200 cavalli a 3.500 giri al minuto con coppia motrice di 430 N·m a 1.750 giri al minuto. Le emissioni di anidride carbonica dichiarate dalla casa variano dai 199 fino ai 208 grammi emessi al chilometro. Il cambio è un manuale a sei rapporti con sei ridotte oppure optional un automatico a cinque rapporti con cinque ridotte. Sulle versioni di punta sono disponibili le sospensioni posteriori attive AVS e il differenziale posteriore con bloccaggio elettrico. Curiosamente il Land Cruiser serie 150 viene venduto in molti paesi come Land Cruiser Prado mentre in America viene venduto anche come Lexus GX.

### Motorizzazioni
| Modello  | Disponibilità | Motore | Cilindrata (cm³) | Potenza         | Coppia massima (Nm) | Emissioni CO2 (g/km) | 0–100 km/h (secondi) | Velocità max (km/h) | Consumo medio (km/L) |
| 3.0 D-4D | dal 2009      | Diesel | 2982             | 140 kW (190 CV) | 430                 | 214                  | 9,3                  | 175                 | 12,.4                |

## Land Cruiser V8 serie 200 (2007-2021)

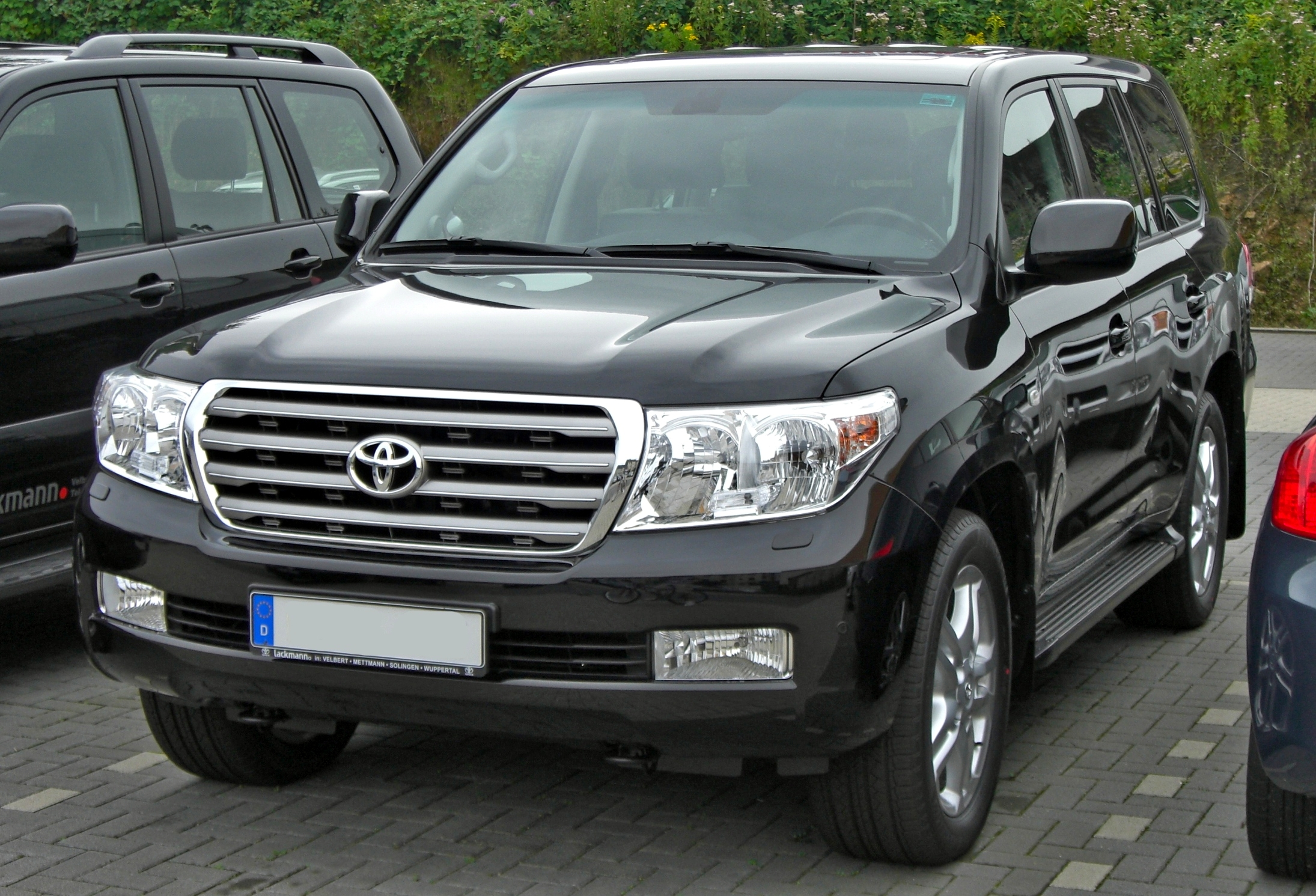
Toyota Land Cruiser V8.

Il Land Cruiser V8 serie 200 è l'erede del grande Land Cruiser 100. La denominazione originale di questo nuovo modello è Land Cruiser 200, infatti viene venduto con questo nome in molti paesi del mondo ma in Europa la casa ha adottato la sigla identificativa "V8" al posto del numero "200" in base alle motorizzazioni adottate per i nostri mercati. Il V8 200 è la generazione del Land Cruiser più lussuosa ed esclusiva frutto di un progetto che ha visto crescere notevolmente sia la qualità sia doti in fuoristrada del veicolo. Con il V8 200 la Toyota punta a entrare in concorrenza contro le grandi BMW X5, Mercedes-Benz Classe GL, Range Rover e Audi Q7, tutte SUV di lusso che prediligono la guida su strada. Il nuovo telaio di base, lo stesso della serie 150, è stato progettato per garantire un migliore handling su strada, infatti la taratura delle sospensioni è più rigida. La presentazione ufficiale è avvenuta al Salone dell'automobile di Sydney in Australia nel fine del 2007 ed è entrato in produzione nello stesso periodo ma sui mercati internazionali è stato venduto solo a partire dalla metà del 2008.
Il pianale adotta sospensioni a quattro ruote indipendenti con uno schema all'avantreno configurato con doppio braccio oscillante e barra stabilizzatrice e al retrotreno è stato adottato il Multilink con 4 bracci e barra antirollio. Le sospensioni idrauliche sono regolabili elettronicamente su sei diversi livelli in base al tipo di fondo stradale, inoltre sono regolabili in altezza e smorzamento con molle elicoidali. Sono di serie i controlli dinamici di stabilità e trazione (VSC e A-TRC), sistema elettronico antislittamento in salita (HAC) e in discesa (DAC), Crawl Control che imposta la velocità su tre livelli (1, 3 o 5 km/h) in modo da proseguire in modo costante sul fuoristrada. È presente anche il Kinetic Dynamic Suspension System che governa la dinamica dell'autoveicolo. I freni anteriori e posteriori sono a disco auto ventilati. La trazione è integrale permanente con differenziale centrale Torsen a slittamento limitato bloccabile al 100% e sistema Multi Terrain Select. Di serie ci sono ABS, EBD e BA più i 14 airbag e cerchi in lega da 20".
La carrozzeria del Land Cruiser V8 serie 200 viene proposta nella sola versione cinque porte ed è lunga 4,95 metri, larga 1,97 metri e alta 1,865 metri nella configurazione delle sospensioni Normal. Il passo è di 2,85 metri. Il design è fedele alla precedente serie 100, ne riprende molte soluzioni stilistiche però con molte più curve e nel complesso risulta inedito: nuova calandra frontale cromata, gruppi ottici allo Xenon, passaruota bombati e molte cromature che donano un aspetto elegante. Sono presenti anche numerosi profili aerodinamici che aiutano un po' a ridurre il coefficiente di resistenza aerodinamico benché resti elevato a causa della notevole stazza del veicolo. Il posteriore presenta il classico portellone senza la ruota di scorta, una scelta adottata per rendere la linea più elegante e stilisticamente meno pesante. L'angolo di attacco è di 31°, l'angolo di uscita è di 23°, l'angolo di dosso è di 24°, la pendenza massime superabile dichiarata è di 45° infine l'angolo di ribaltamento laterale è di 44°. La profondità di guado è di 700 mm. Raggio di sterzata pari a 5,9 metri.
L'abitacolo completamente nuovo, la massiccia plancia utilizza delle plastiche morbide e assemblate con cura abbinate a inserti in legno e listelli cromati. Il cruscotto è di due colori con strumentazione elettronica Optitron. Il grande schermo del navigatore touch screen è posto nella parte alta della plancia. Il sistema multimediale comprende anche un hard disk da 40 GB, caricatore fino a 6 CD, bluetooth, impianto audio JBL con supporto MP3 e Aux più 14 altoparlanti. La selleria è in pelle, l'abitacolo è a sette posti con climatizzatore a 4 zone con regolazioni automatiche. I sedili anteriori si regolano elettricamente e sono riscaldabili.
Il motore per il Land Cruiser V8 ovviamente rispecchia il nome infatti è un nuovo 4.5 D-4D turbo diesel common rail a otto cilindri e VGT, distribuzione a 32 valvole, e con omologazione Euro 4. La potenza massima è di 272 cavalli a 3.750 giri al minuto con coppia motrice di 657 N·m a 1.500 giri al minuto. Le emissioni di anidride carbonica dichiarate dalla casa sono contenute in 268 grammi emessi al chilometro. Il cambio è un automatico a sette rapporti con sette ridotte. Il Land Cruiser V8 serie 200 è stato venduto anche in Italia con il motore a benzina 4.7 V8 a doppia fasatura variabile VVT-I da 368 cavalli, che però è uscito di produzione nel 2010. Sul mercato giapponese invece è stato introdotto un nuovo 4.6 VVT-I a benzina con iniezione diretta da 356 cavalli che consuma meno del vecchio 4.7, mentre sul mercato americano il Land Cruiser viene equipaggiato con il 5.7 V8 da 382 cavalli.

### Restyling 2015
Nel fine 2015 viene presentato il restyling della serie 200 che introduce modifiche estetiche con il nuovo frontale caratterizzato da una calandra più imponente con barre orizzontali, nuovi fanali a LED, nuovi paraurti anteriori e posteriori e nuovo cofano. Internamente debuttano nuovi sedili, plancia ridisegnata con nuovo sistema multimediale touchscreen da 4,2 pollici e 9 pollici sui modelli top di gamma e nuove rifiniture. Vengono introdotto i sistemi di assistenza di guida Toyota Safety Sense con il sistema Pre-Collisione (PCS), l'avviso di superamento involontario di corsia (LDA), abbaglianti automatici (AHB), il Cruise Control adattivo, il sistema di rilevamente dell'angolo cieco e il monitoraggio della pressione degli pneumatici. 
La gamma motori viene aggiornata con il 4.5 V8 biturbo diesel che dispone di nuovi iniettori e di un nuovo filtro antiparticolato, la potenza sale a 272 cavalli e la coppia resta invariata a 650 Nm. Il benzina è il 4.6 litri V8 che eroga 308 CV e 439 Nm, omologato Euro 5.

### Motorizzazioni
| Modello     | Disponibilità | Motore | Cilindrata (cm³) | Potenza         | Coppia massima (Nm) | Emissioni CO2 (g/km) | 0–100 km/h (secondi) | Velocità max (km/h) | Consumo medio (km/l) |
| 4.5 V8 D-4D | dal 2007      | Diesel | 4471             | 200 kW (272 CV) | 657                 | 268                  | 7.1                  | 216                 | 8.4                  |

## Land Cruiser Serie 300 (2021-)

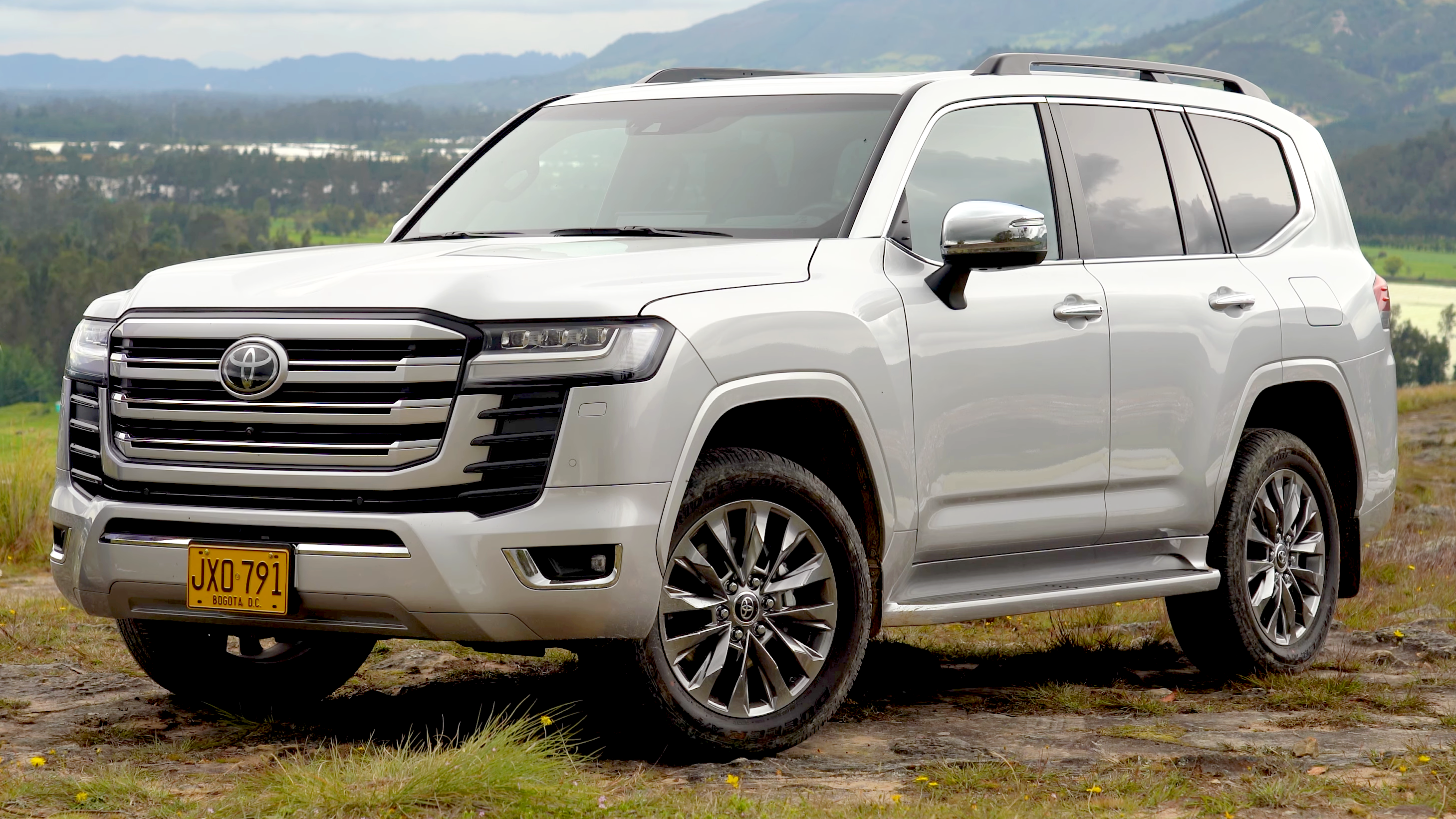
Toyota Land Cruiser J300

In sostituzione della serie 200, il 9 giugno 2021 la Toyota ha presentato il Land Cruiser 300. Le principali migliorie hanno interessato il telaio, reso più rigido e allo stesso tempo più leggero di 200 kg. Altri interventi hanno permesso di abbassare il baricentro, migliorare la distribuzione del peso e la rigidità  delle sospensioni, ora a controllo elettronico.
Le dimensioni della 300 rimangono uguali alla serie precedente: 4,97 metri di lunghezza e 1,98 metri di larghezza. Il passo è di 2,85 metri. Per ridurre i consumi e le emissioni circa del 10%, in sostituzione del V8 della serie 200, la Land Cruiser 300 viene offerta con due motori V6, un 3.5 litri a benzina e un 3.3 diesel. Questo la rende l'unica vettura, insieme alla Toyota Hilux, che la casa niponica vende ancora con motori diesel.
La serie 300 è in vendita in alcuni Paesi di Asia, Australia e Medio Oriente, mentre non risultano piani per l'esportazione in Nord America e Europa, a causa dello scarso successo della serie precedente. In Italia rimane acquistabile la serie 150.

### Motorizzazioni[5]
| Modello         | Disponibilità | Motore  | Cilindrata (cm³) | Potenza         | Coppia massima (Nm) |
| 3.5 V6 V35A-FTS | dal 2021      | Benzina | 3500             | 305 kW (415 CV) | 650                 |
| 3.3 V6 F33A-FTV | dal 2021      | Diesel  | 3300             | 227 kW (304 CV) | 700                 |